# Нельма (река, впадает в Балтийское море)
Не́льма (устар. нем. Forkener Fließ) — малая река в Калининградской области. Длина реки — 30 км, площадь водосборного бассейна — 167 км².

## География и гидрология
Исток — пруд Пугачёвский около посёлка Романово. Главный приток — река Мучная, длина которой 14 км. Мучная впадает в Нельму в 20 км от её устья по правому берегу. Устье реки Нельмы — бухта Приморская Калининградского залива Балтийского моря. В пойме встречаются заболоченные участки с целебными илами (грязями). Устье — место остановки птиц во время сезонных миграций.
Заболоченное устье реки Нельмы осушается польдерным способом.

## Фауна
Нельма является одной из чистых рек области. В ней водятся и нерестятся лососёвые, лещ, щука, плотва, густера, салака, уклейка и другие промысловые виды рыб.

## Данные водного реестра
По данным государственного водного реестра России относится к Балтийскому бассейновому округу, речной бассейн реки Неман и рекам бассейна Балтийского моря (российская часть в Калининградской области), водохозяйственный участок реки — Преголя.
Код объекта в государственном водном реестре — 01010000212104300010756.